# قره‌جال‌لی (جبراییل)
قره‌جال‌لی (ترکی آذربایجانی: Qaracallı) یک منطقهٔ مسکونی در جمهوری آرتساخ است که در استان هادروت واقع شده‌است.